# Trnava (Podujevo)
Pour les articles homonymes, voir Trnava (homonymie).
Tërnavë en albanais et Trnava en serbe latin (en serbe cyrillique : Трнава) est une localité du Kosovo située dans la commune/municipalité de Podujevë/Podujevo, district de Pristina (Kosovo) ou district de Kosovo (Serbie). Selon le recensement kosovar de 2011, elle compte 853 habitants, tous albanais.

## Démographie

### Évolution historique de la population dans la localité
| 1948 | 1953 | 1961 | 1971  | 1981  | 1991  | 2011 |
| ---- | ---- | ---- | ----- | ----- | ----- | ---- |
| 741  | 784  | 849  | 1 091 | 1 224 | 1 280 | 853  |

|  |